# Vittorio Miele
Vittorio Miele (Cassino, 24. studenog 1926. – Cassino, 18. studenog 1999.)  talijanski slikar.

## Životopis
Vittorio Miele rođen je u Cassinu 1926. godine. Preživio je tragediju Drugog svjetskog rata, gdje su u bitci kod Monte Cassina poginuli njegov otac i mlađa sestra, preselivši se u sjevernu Italiju. Njegova majka umrla je kasnije od zadobivenih rana. 
Godine 1966. imao je prvu samostalnu izložbu u Frosinonu. Sa slikom Case di Ciociaria postao je dobitnik prve nagrade na izložbi "Figurative Arts Province" u Rimu.
Nakon izložbe u Republici San Marino i Japanu, u lipnju 1973. god. predstavio se i u Sarajevu.
U sedamdesetima bio je pozvan u Jugoslaviju, kao gost Državne Umjetničke Kolonije u Počitelju. Tamo je otkrio svježinu orijentalne arhaične kulture. Ponovo je počeo slikati u prirodi, njegov stil je postao manje oštar, bosanske planine su postale okružnije i sjenke mekše ali veoma izražene. Opet je pronašao luminantnost koju je izgubio u godinama putovanja.
Nakon mnogo izložbi u Italiji i SAD-u, 1991. god. predstavio se i u Europskom Parlamentu.
Umro je u njegovom rodnom gradu, Cassinu, 18. studenog 1999., nakon mnogo mjeseci lucidne agonije.